# 1989 (Jacopo Sarno)
1989 è il primo album del cantante e attore italiano Jacopo Sarno, pubblicato il 29 maggio 2009 dall'etichetta discografica EMI.
Alla composizione del disco hanno partecipato gli autori stranieri Sebastian Thott, Didrik Thott e Ken Rose e gli italiani Claudio Guidetti, autore storico di Eros Ramazzotti, e Niccolò Agliardi, coautore di alcuni brani di Laura Pausini.

## Tracce
CD (EMI Music Distribution 9664042)
1. Anche a primavera – 4:04 (Enrico Palmosi, Luca Sala)
2. È tardi – 2:55 (Sebastian Thott, Didrik Thott, Vaughn)
3. Sara – 3:37 (Ken Rose)
4. Vent'anni – 3:40 (Barnes, Jones, Kelleher, Kohn, Rohan)
5. Ho voglia di vederti – 4:11 (Astasio, Cano, J. Scott Bentjen, Pebworth, Roentgen)
6. Sogno te – 3:08 (Enrico Palmosi, Luca Sala)
7. Non so volare – 2:55 (Tebey, Sebastian Thott, Didrik Thott, Vaughn)
8. Mai – 3:51 (Enrico Palmosi, Gabriele Parisi, Marco Salvati)
9. Jenny – 3:59 (Adam Argyle, Ken Rose)
10. In ogni attimo – 2:57 (A. Proietti Orzella, Giansante, Enrico Palmosi, Paolo Petrini)
11. La nuova stella – 3:14 (Andrea Bonomo, Luca Chiaravalli, Claudio Guidetti)
12. Con te – 3:27 (Roberto Costa, Enrico Palmosi)

Durata totale: 41:58

## Formazione
- Jacopo Sarno – voce, cori, armonica
- Enrico Palmosi – pianoforte
- Francesco Corvino - batteria
- Giorgio Secco – chitarra acustica
- Rossano Eleuteri – basso

## Classifiche
| Classifica (2009) | Posizione massima |
| ----------------- | ----------------- |
| Italia            | 41                |

### Andamento nella classifica italiana
| Posizione | 90 | 59 | 41 | 47 | 57 |